# روب هولدينغ
روبرت صموئيل «روب» هولدينغ (بالإنجليزية: Rob Holding)‏ (من مواليد 20 سبتمبر 1995) هو لاعب كرة القدم إنجليزي يلعب لصالح نادي أرسنال ومنتخب منتخب إنجلترا لكرة القدم.

## المسيرة الاحترافية

### أندية لعب لها

#### بولتون واندررز
بدأ هولدينغ مسيرته مع بولتون واندررز في سن السابعة، تقدم من خلال صفوف الشباب في الناي وإنضم إلى نادي نادي بوري في الدوري الإنجليزي الدرجة الثانية سبيل الإعارة مارس 2015.

#### آرسنال
يوم 22 يوليو عام 2016، انضم هولدينغ إلى أرسنال دون الإفصاح عن قيمة الصفقة. بعد سلسة الإصابات التي ضربت إلى بير ميرتساكر وغابرييل باوليستا، ولعب مع أرسنال لأول مرة في المباراة الافتتاحية لموسم 16-2017 ضد ليفربول، الذي خسر أرسنال فيها 3-4.

## المسيرة مع المنتخب
يوم 15 مايو عام 2016، تم استدعائة لمنتخب إنجلترا تحت 21 عاما لبطولة تولون ليكون بديلا للمدافع ايفرتون بريندان غالاوي. لعب هولدينغ لأول مرة مع فريق جاريث ساوثجيتفي المباراة ضد غينيا يوم 23 مايو 2016.